# Weissia crispata
Weissia crispata là một loài rêu trong họ Pottiaceae. Loài này được (Dicks. ex With.) Brid. ex Schumach. mô tả khoa học đầu tiên năm 1803.